# Maud de Nereford
Maud(e) (ou Mathilde) de Nereford est une femme de la noblesse anglaise du XIVe siècle. Elle est surtout connue pour avoir été la maîtresse de John de Warenne, 7e comte de Surrey.

## Biographie
Fille de William de Nereford et Petronilla de Vaux, mariés le 4 février 1288, Maud de Nereford naît aux alentours de 1292 et est décrite en 1316 comme la veuve de Simon de Derby. Plusieurs de ses ancêtres ont exercé des charges prestigieuses ou épousé des personnes renommées : son grand-père maternel John de Vaux est sénéchal de Gascogne en 1283 ; son grand-oncle William de Vaux épouse avant 1252 Aliénor de Ferrières, fille de Guillaume de Ferrières, 5e comte de Derby ; son oncle-par-alliance William de Ros, 1er baron de Ros, est l'un des prétendants à la couronne d'Écosse en 1290 ; son cousin William de Ros, 2e baron de Ros, est le gendre de Bartholomew de Badlesmere, 1er baron Badlesmere et Lord-intendant sous le règne du roi Édouard II. Par ailleurs, William fera partie de la délégation de prélats et de barons qui viendra informer Édouard II au château de Kenilworth le 20 janvier 1327 de sa déposition par le Parlement. Enfin, la sœur de William, Agnes, est l'épouse de Payn Tiptoft, 1er baron Tibetot, qui est l'un des signataires de l'agrément de Boulogne le 31 janvier 1308. Ainsi, on peut en conclure que Maud de Nereford est issu d'un lignage assez important pour une maîtresse.
La liaison de Maud de Nereford avec John de Warenne, 7e comte de Surrey, commence avant mai 1313, date à laquelle ce dernier est excommunié par l'évêque de Chichester John Langton pour avoir abandonné son épouse Jeanne de Bar, la nièce du roi Édouard II, et vivre ouvertement avec sa maîtresse. Nullement inquiet par cette sentence, le comte entame en septembre 1314 une procédure d'annulation de mariage afin de pouvoir épouser sa maîtresse et légitimer les enfants qu'il a eus avec elle. Un de ses arguments pour convoler avec Maud est qu'il aurait conclu avec elle un précontrat de mariage avant 1306, mais cette déclaration se voit accorder peu de crédit, Maud étant alors mariée à Simon de Derby. John de Warenne se tourne ensuite vers le roi et lui remet le 11 juillet 1316 l'ensemble de ses biens pour montrer sa bonne foi. Dès le 4 août, Édouard II les lui restitue et statue sur l'héritage du comte : le fils aîné du comte et de sa maîtresse, prénommé également John, héritera de ses biens à sa mort, et s'il vient à mourir sans descendance, son frère cadet Thomas lui succédera. Cette décision mécontente Thomas de Lancastre, 2e comte de Lancastre et adversaire du comte de Surrey, qui attaque à l'automne 1317 ses domaines dans le Yorkshire, d'où Maud de Nereford doit en hâte s'enfuir.
La relation de John de Warenne et de Maud de Nereford prend fin avant l'automne 1320, date à laquelle il est précisé par un chroniqueur que le comte a « banni Maud de Nerford de son cœur et l'a chassée de sa compagnie ». Après leur séparation, le comte de Surrey mobilise ses relations au sein de la cour pour empêcher Maud de tenir un procès contre lui, en se plaignant du fait qu'un des juges désignés dans la commission d'oyer et terminer, John de Nereford, est un membre de sa famille et que la sentence risque d'être partiale. Il annule le règlement de son héritage en faveur de ses fils John et Thomas, qu'il a eus avec Maud de Nereford, mais s'arrange en compensation pour qu'ils soient intégrés dans l'ordre de Saint-Jean de Jérusalem et doit abandonner en 1323 à Maud une terre du Norfolk qu'il avait accordée en 1316 à leur fils John. Maud de Nereford meurt elle-même avant le 22 novembre 1345. Des trois fils qu'elle a eus avec John de Warenne, les deux premiers, John et Thomas, ne sont pas mentionnés dans le testament de leur père le 24 juin 1347. En revanche, leur frère cadet Édouard est mentionné et reçoit de son père la somme de 20 livres. Fait chevalier, Édouard de Warenne hérite en outre des terres que sa mère Maud détenait depuis 1323 dans le Norfolk.